# Louis Gallicher
Louis Gallicher est un homme politique français né le 10 septembre 1814 à Lissay-Lochy (Cher) et décédé le 25 février 1885 à Vierzon (Cher).

## Biographie
Ingénieur diplômé de l'école Centrale, il dirige plusieurs forges dans le Cher. Maire de Lissay de 1851 à 1855, puis après 1871, et conseiller municipal de Bourges de 1855 à 1870, il est représentant du Cher de 1871 à 1876. Siégeant d'abord au centre-droit, il se rapproche progressivement du centre-gauche.